# Wadzim Malinouski
Wadzim Malinouski, błr. Вадзім Маліноўскі, ros. Вадим Малиновский – Wadim Malinowski (ur. 18 kwietnia 1996 w Mińsku) – białoruski hokeista pochodzenia polskiego.

## Kariera
- Lower Austria Stars U20 II (2012-2013)
- Lower Austria Stars U18 (2013/2014)
- Lower Austria Stars U20 (2013-2015)
- Okanagan European Eagles (2015-2016)
- GKS Katowice (2016)

Od 16 roku życia w latach 2012-2015 rozwijał karierę w Austrii. W sezonie 2015/2016 grał w amerykańskiej drużynie Okanagan European Eagles w lidze United States Premier Hockey League (USPHL). Od sierpnia do połowy października 2016 zawodnik GKS Katowice w rozgrywkach Polskiej Hokej Ligi.
W kadrze juniorskiej Białorusi uczestniczył w turnieju mistrzostw świata do lat 20 w 2016 (Elita, strzelił gola w meczu ze Słowacją).